# Unguentário

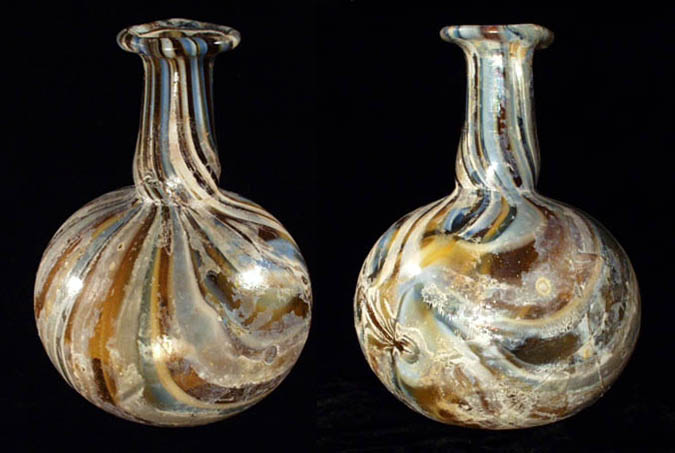
Unguentário piriforme romano em vidro marmoreado

Unguentário (em latim: Unguentarium; pl. unguentaria)[a] ou balsamário é uma pequena garrafa cerâmica ou vítrea frequentemente encontrada pelos arqueólogos em sítios helenísticos e romanos, especialmente em cemitérios. Provavelmente fora corriqueiramente utilizado para armazenagem de óleo aromatizado, embora também serviu para armazenar substâncias líquidas e em pó. Alguns achados datam do começo da era cristã. Do século II ao VI, eles são mais frequentemente produzidos com vidro soprado em vez de argila. Alguns exemplos são de prata ou pedra (alabastro, gipso e calcita).
Os unguentários era utilizados como embalagem de unguentos, de produtos no comércio e para práticas funerárias. Eles estão distribuídos por toda a extensão do Império Romano, ou seja, da Hispânia a Palestina na bacia do Mediterrâneo até a Grã-Bretanha e Germânia. Sua manufatura, por conseguinte, era quase tão difundida quanto.

## Formas e função

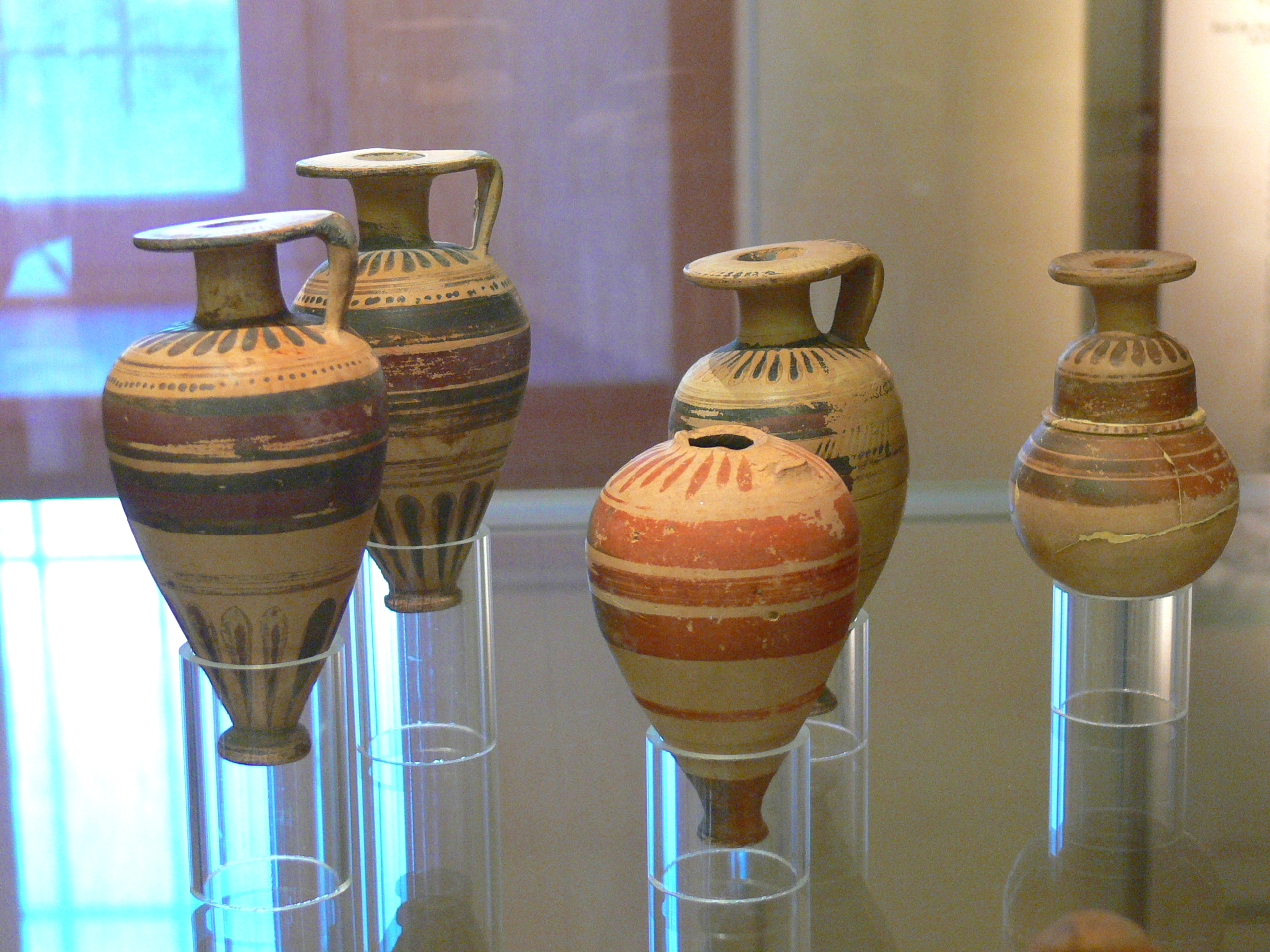
Unguentários fusiformes do Museu de Populônia

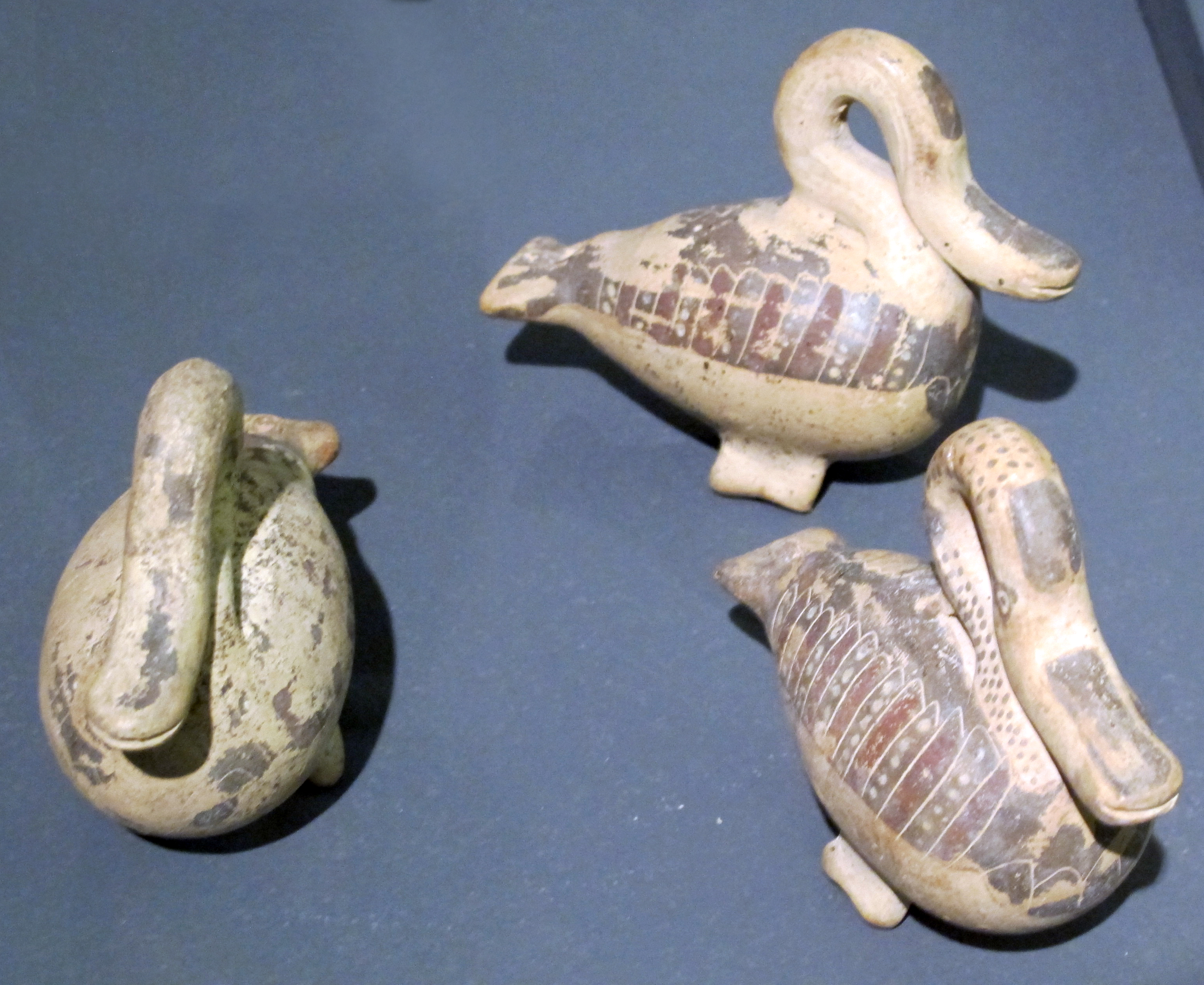
Vasos em forma de pássaro. Museu de Populônia

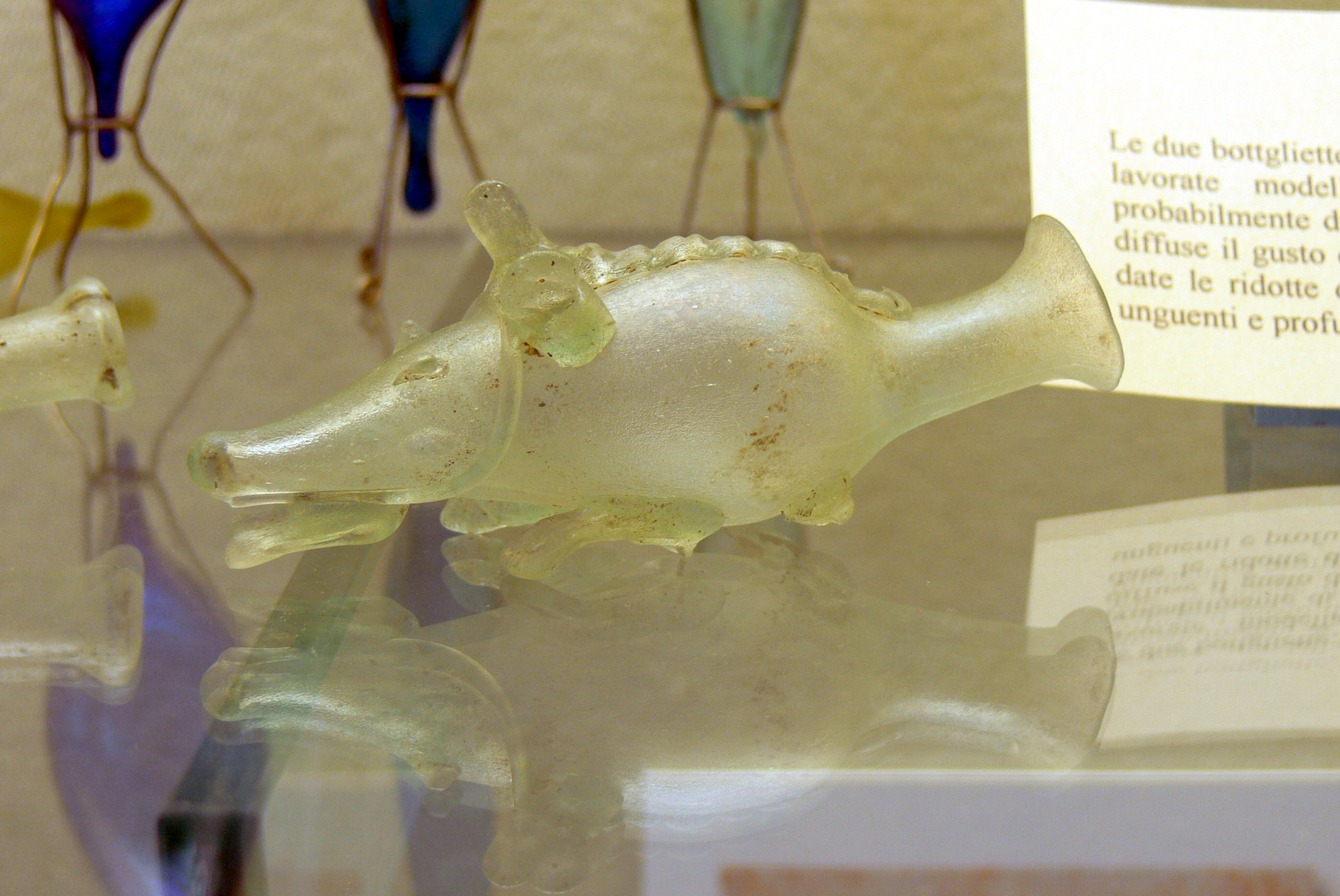
Unguentário vítreo em forma de porco. Museu de Aquileia

O termo "unguentário" é funcional em vez de descritivo, ou seja, refere-se à sua função presumida pelos arqueólogos e não sua tipologia mediante a forma. De início sua forma foi modelada em miniatura através de ânforas maiores, que teriam sido os contêineres a granel originais para os produtos vendidos nos unguentários. Nem sempre a literatura acadêmica faz distinção entre este vaso e a âmbula,[b] um termo da Antiguidade que pode referir-se a estes bem como outros vasos pequenos. Na literatura moderna, um unguentário é por vezes referido como lacrimatório (em latim: lacrimatorius/a/um; lit. "recipiente de lágrimas") ou balsamário (em latim: balsamarium; lit. "recipiente de bálsamo"). Todos os três termos refletem o uso moderno segundo acepções sobre o uso destes recipientes, e nenhum deles se encontra registrado em fontes antigas.
Pequenos vasos com duas formas, geralmente não nem sempre sem alças, são referidos como unguentários:
Fusiforme - característico dos unguentários helenísticos, apresenta um corpo ovoide pesado que reside sobre um pequeno pé anelar e um longo pescoço tubular ou haste cilíndrica. A forma é comparável ao de um fuso de tear. Estes unguentários ovoides aparecem pela primeira vez em Chipre na virada do século IV ao III a.C. e podem ter sido originários ou influenciados pelo estilo do Oriente Próximo. Exemplos precoces assemelham-se aos anforiscos. e provavelmente derivaram funcionalmente dos lécitos, que eles substituíram pelo fim do século IV a.C.. O unguentário fusiforme permaneceria em uso por vários séculos e apresentaria muitas variações em sua forma, inclusive com exemplares tardios com perfis muito finos.
Piriforme - Os unguentários com corpo arredondado ou em forma de pera e sem pé anelar começaram a surgir por volta da segunda metade do século I a.C. e são característicos do período romano, particularmente no início do Principado. Eles são geralmente associados com túmulos datáveis do século I. O unguentário piriforme esteve em uso por um limitado período de aproximados 100 anos e não substituiu a variante fusiforme. Uma exceção intrigante desta cronologia é um unguentário circular atarracado com as bandas pintadas que fora encontrado na costa nordeste da Espanha e em outros cemitérios ibéricos, datada tão cedo quanto o século V a.C..
A palavra "bulboso" é por vezes utilizada pela literatura acadêmica para descrever ambas as formas. "Bulboso aparece como sinônimo de "piriforme", mas é aplicado indiscriminadamente para a "fusiforme" para distinguir certos exemplares com perfil mais fino.
Os vasos de vidro soprado começaram a aparecer no Chipre depois de meados do século I a.C.. O uso de um novo material para a confecção dos unguentários resultou das variações sofridas na forma, incluindo o fino tipo "tubo de ensaio". Unguentários vítreos feitos na Tessália, por exemplo, frequentemente têm um distintivo corpo cônico, alargado como a campânula de uma trombeta, ou são acachapados e arredondados com um pescoço bem longo; eles possuem uma ampla variedade de cores, incluindo água-marinha, verde pálido e verde amarelado, ou podiam ser sem cor. Esta forma foi popular nos séculos II e III e é também característica da Trácia e Chipre.
Recipientes vítreo em forma de pássaro para cosméticos encontrados em vários sítios romanos da Itália, como Herculano, até a Espanha também têm sido chamados unguentários. Nestes exemplares, datados do período do tipo piriforme, o pescoço havia se tornado um bico, e o perfil não é mais vertical. Tal como outros unguentários, nenhuma distinção clara pode ser feita entre o uso destes vasos para eventos da vida cotidiana e sua inclusão em túmulos.

### Uso secular e comercial

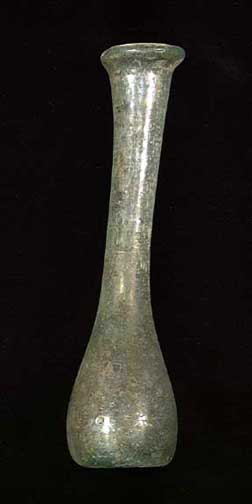
Unguentário vítreo verde romano assimétrico do século II

Em sua tipologia de vasos helênicos em Atenas usada para conter e derramar óleo, Susan I. Rotroff classifica os unguentários com asco plástico como usados para óleo perfumado nos banhos e higiene, mas nota a diversidade da tradição artesanal associada com eles. Muitos unguentários da ágora de Atenas eram provavelmente destinados para uso secular, uma vez que foram encontrados em lixeiras domésticas; o padrão de deposição em alguns poços, contudo, sugere oferendas votivas.
Tem sido sugerido que produtos embarcados em contêineres a granel foram enviados para vendas nestes vasos menores. Óleos perfumados, pomadas, bálsamo, jasmim, mel, kohl, incenso, mástique, fragrâncias em pó[c] e preparações cosméticas estão entre os conteúdos propostos pelos estudiosos ou evidência arqueológica. Com seus longos pescoços finos, os vasos foram mais adequados para líquidos de dispersão, óleos, e pós. Exemplos romanos de unguentários bulbosos foram encontrados com traços de azeite. Uma nítida distinção não pode ser feita entre cosméticos e medicamentos, pois ingredientes para estas preparações frequentemente se sobrepõem.
A análise química de substâncias vermelha e rosa em dois unguentários vítreos do vale do Ebro, na Espanha, demonstrou que eram provavelmente cosméticos, mas ingredientes similares são encontrados em receitas terapêuticas.[d] O nome unguentário pode ser enganador, pois unguentos sólidos ou pomadas seriam difíceis de serem removidas através do pescoço estreito. Há pouca ou nenhuma evidência de como evitava-se o derramamento do conteúdo, uma vez que rolhas, cera ou selos de argila ou rolhas de chumbos foram encontradas com os unguentários tal como com outros vasos.
A manufatura de unguentários parece ter ocorrido em conjunção com a comercialização de produtos.[e] Os unguentários vítreos romanos frequentemente tem marcações ou inscrições, geralmente na base, que poderiam indicar o fabricante do vaso ou o fornecer ou distribuidor do produto interno. Unguentários nabateus piriformes mostram criativas variações dos ceramistas, talvez para estabelecer identidade da marca para o produto neles contido. Estes vasos incluem alguns dos maiores unguentários e podem ter sido usados para embarque como parte do ativo comércio nabateu de perfume.
A produção em massa de unguentários de vidro soprado romanos é identificada por sua frequente assimetria, que resulta do tempo e velocidade em cortar o pescoço do cano soprado. Vidro reciclado, como de uma grande e pesada garrafa quebrada pode ter sido utilizado para fazer muitos unguentários menores.

### Contexto funerário e religioso

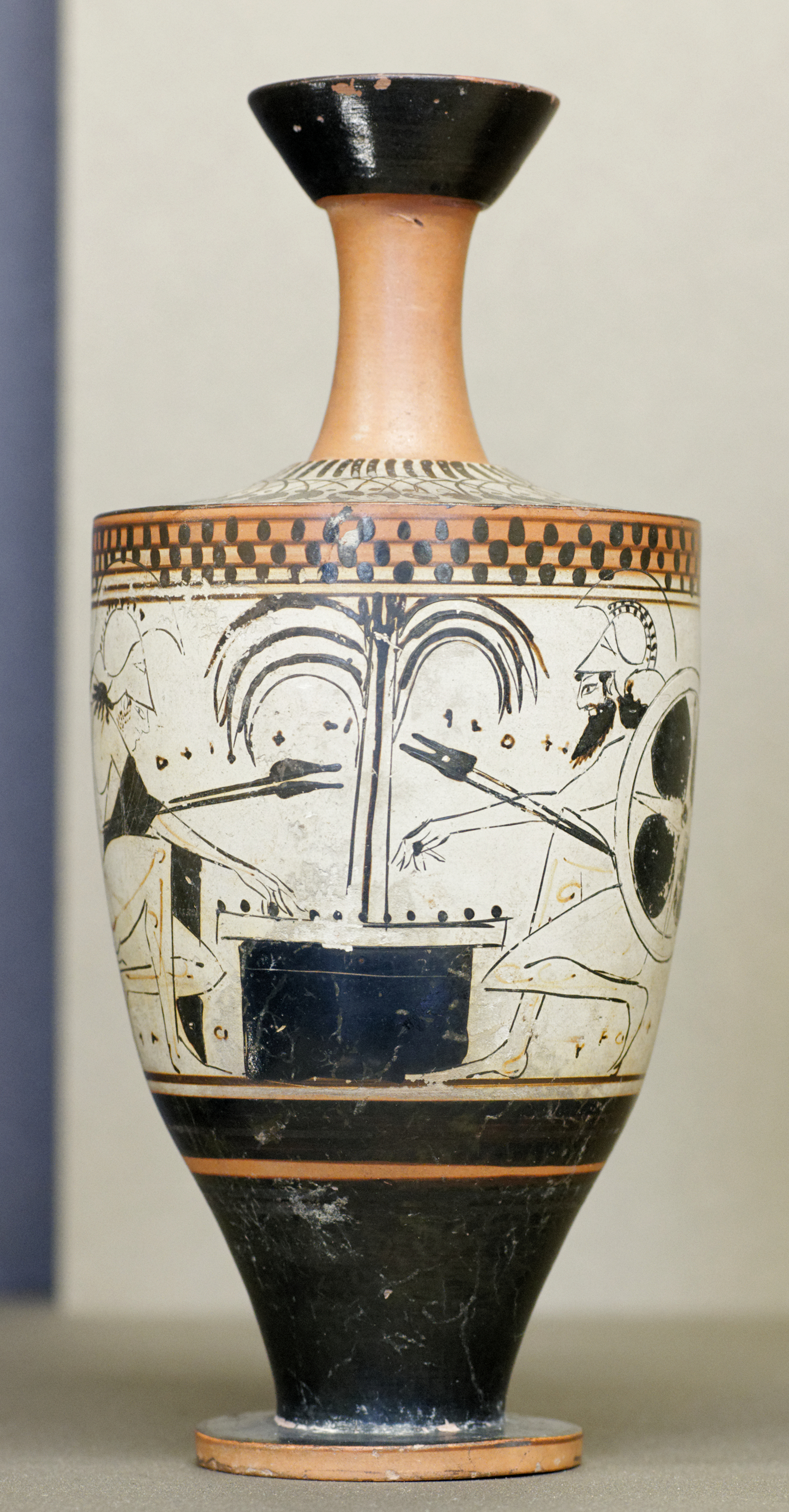
Aquiles e Ájax jogando jogo da bugalha neste lécito do final do, um tipo de vaso para armazenamento de óleo associado com ritos funerários antes do unguentário substituí-lo

Enquanto os unguentários frequentemente aparecem entre bens mortuários, o propósito da inclusão deles não foi determinado com certeza ou pode variar em cada sítio. Os Unguentários podem variar em tamanho de meras miniaturas de 4 a 5 centímetros até grandes exemplares de 20 a 30 centímetros de altura. O presente destes vasos em túmulos helenísticos pode indicar uma revitalização de uma prática anterior, atestada no século VI a.C. com aríbalos e no século V e começo do IV a.C. por pequenos lécitos, o que envolveu o depósito de um pequeno recipiente de perfume ou óleo com o morto. Pelo século III a.C., o lécito de figuras negras de palmetas e cenas dionisíacas foi totalmente substituído como o bem mortuário padrão pelo cru unguentário sem decoração, indicando uma mudança na prática mortuária que é característica do período.
Embora os unguentários parecem frequentemente ter sido enterrados junto com outros objetos associados ou entesourados pelo morto ou como presentes mortuários, eles podem também ter guardado alguma substância - óleo, vinho ou incenso em pó - para um ritual sepulcral. O desenho de muitos unguentários não permitiria-os ficar em pé sem suporte, mas nenhum suporte foi encontrado. Lápide helenísticas tardias retratam unguentários repousados em um suporte, mas eles também se encaixam bem na palma da mão, como exibido, por exemplo, em retratos de múmias egípcias.[f] A distribuição ritual, em vez de armazenamento a longo prazo, pode explicar a falta de durabilidade necessária para o uso na vida cotidiana e a ausência de suportes, rolhas ou selos.
Não há padrão de agrupamento de bens mortuários para os quais um unguentário era necessário. Unguentários frequentemente aparecem entre artigos de higiene pessoal; em um exemplo, com uma paleta cosmética de pedra, estrígis, pinças e um píxide, e em outro com um píxide, espelho, tesouras e pinças de bronze. Lápides da Anatólia descrevem o defunto com um grupo similar de objetos, incluindo espelho, pente, caixas e cistas, cestas de lã e unguentários. Um sepultamento ateniense produziu cinco unguentários bulbosos junto de cinco  jogos da bugalha e uma agulha de bronze; outro, de uma menina, continha um unguentário, brincos, um pingente vítreo azul e seis jogos da bugalha.[g] Folhas de ouro e unguentários eram os presentes mortuários em um câmara mortuária em Cúrio, no Chipre.
Em Amisos (moderna Samsun), na região costeira do mar Negro na atual Turquia, os bens mortuários dos túmulos helenísticos precoces de uma rica família eram excepcionalmente ricos e de excelente acabamento, mas os unguentários foram planos e feitos de argila. Um dos corpos foi adornado com brincos de ouro na força de Nice, 10 apliques de ouro de Tétis cavalgando um hipocampo, braceletes de coba e braceletes terminais de cabeça de leão, e outros itens de ouro; no lado direito da caveira estava situado um único unguentário de argila.

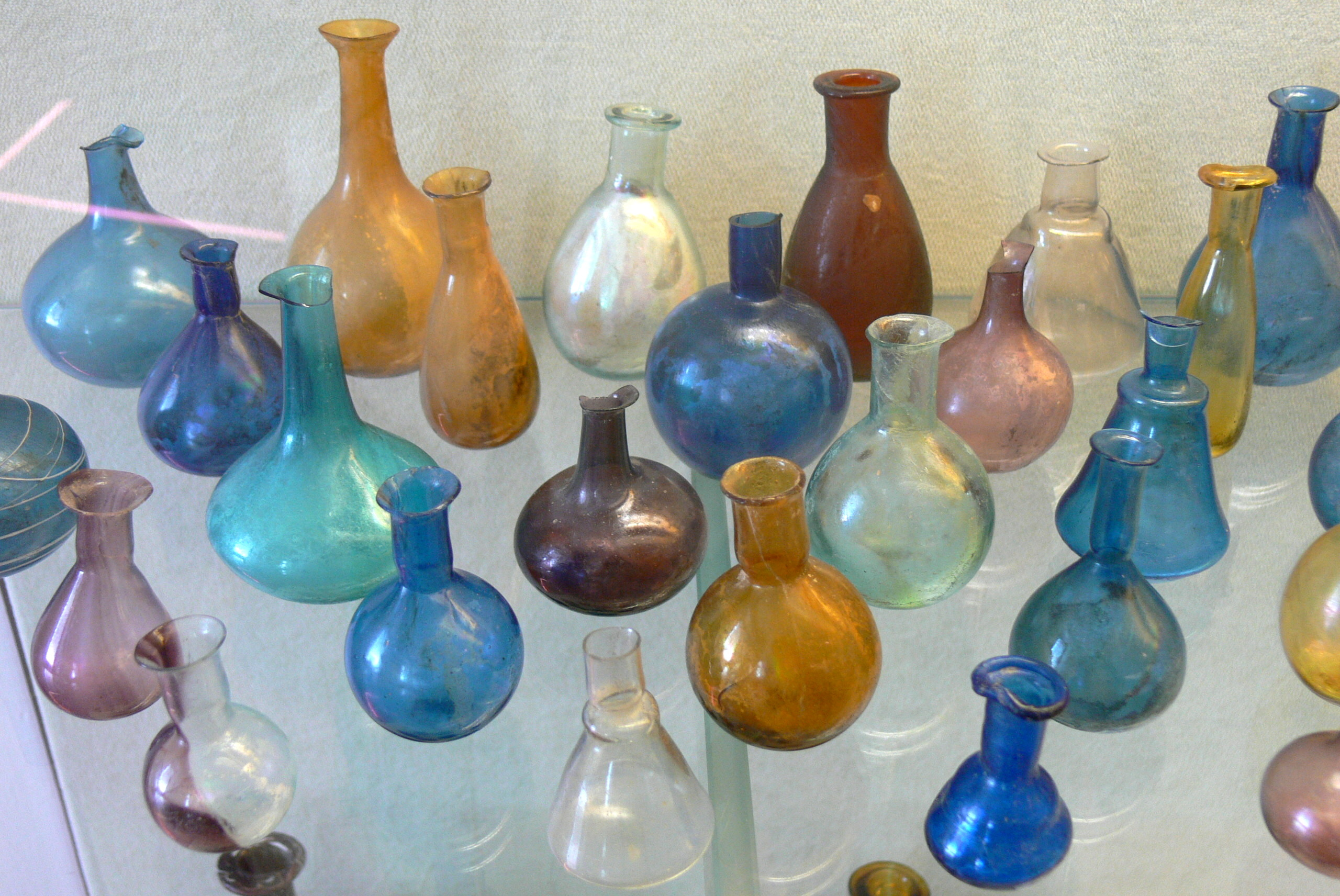
Unguentários vítreos do Museu de Aquileia

Alguns túmulos contêm múltiplos unguentários, com um exemplo contendo 31 do tipo fusiforme, enquanto outros abrigam um único exemplar. Por vezes os presentes mortuários consistem unicamente de unguentários. Tanto os unguentários piriformes como os finos vasos de vidro soprado ocorrem em túmulos antes do período augustano (r. 27 a.C.–14 d.C.). Em Mogoncíaco (atual Mogúncia), unguentários vítreos são os presentes mortuários durante a primeira metade do século I; na Gália e Britânia, unguentários vítreos aparecem como recipientes para óleos perfumados em cremações e inumações neste período e continuam até o século III, mas desaparecem pelo século IV.
Os bens mortuários de ossuários judeus de Jericó do período do Segundo Templo frequentemente incluem unguentários com tigelas, lâmpadas e vários vasos ordinariamente encontrados na vida diária. Unguentários também foram encontrados em Atenas em piras rituais junto com ossos queimados de animais sacrificados e cerâmicas amassadas e no túmulo de um cachorro, talvez um bicho de estimação, em um distrito industrial da cidade. Na Itália descobriu-se muitos unguentários na cidade latina de Arícia, o que talvez reflita o crescimento do comércio para apoiar as atividades rituais do famoso santuário de Diana ali situado.

## Exemplares

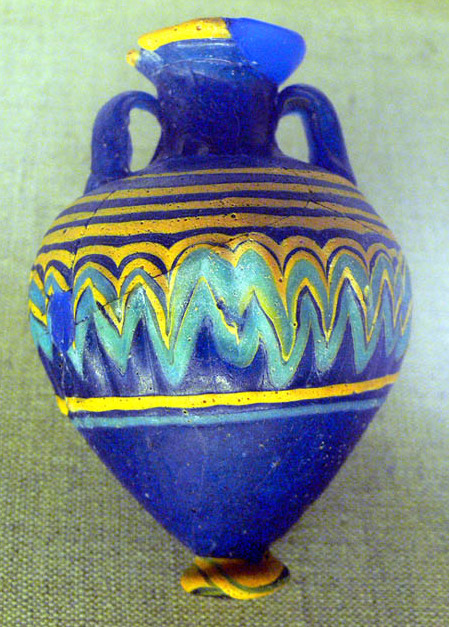
Unguentário púnico encontrado na Necrópole de Puig des Molins, Ibiza, Espanha

Muitos unguentários de cerâmica carecem de decoração superficial ou tem simples linhas horizontais em torno do pescoço ou corpo, consistindo muito frequentemente de três estrias estreitas de pintura branca. Técnicas de "marmoreio", com intuito de emular vasos visualmente extravagantes feitos em sardônica durante os reinados de Augusto (r. 27 a.C.–14 d.C.) e Tibério (r. 14–37), foram utilizadas para unguentários bem com tigelas.
Unguentários vítreos variam amplamente em qualidade e mostram variedade de cores. As cavernas desérticas da Judeia, por exemplos, abrigam unguentários de vidro água-marinha com grandes bolhas. Um exemplo notável de unguentário vítreo fusiforme do século I na Síria, um pouco maior que 15 centímetros, tem um espiral ondulada branca em torno do corpo cerúleo. A base advém de um ponto circular alongado e o lábio é bem-formado e proeminente.
Um unguentário excepcionalmente elaborado foi encontrado em um túmulo de cremação em Estobi, na Macedônia. Feito de vidro leitoso, o vaso tem um corpo globular decorado com o motivo ovo e dardo em torno do topo e festões e aglomerados de videiras em torno da base. O meio tem seis painéis ilustrando vários vasos, com cada um contendo pares de hídrias, enócoas e crateras.

## Na literatura
O uso do termo "lacrimário" ou "lacrimatório" para unguentários persiste, pois acredita-se que os vasos pequenos teriam sido utilizados para coletar lágrimas dos pranteadores para acompanhar ente querido no túmulo. Essa crença foi apoiada por uma referência escritural (Salmo 56.8) traduzida na Bíblia do Rei Jaime como "põe as minhas lágrimas na tua garrafa". Shakespeare refere-se à prática em Antônio e Cleópatra, quando Cleópatra repreende o Romano por derramar poucas lágrimas após a morte de sua esposa: "Onde ser os frascos sagrados tu deves preencher/ com água triste?"
O poeta vitoriano Charles Tennyson Turner, irmão de Alfred Tennyson, escreve um soneto chamado "O Lacrimatório", elaborando a ideia de "o frasco de lágrimas de seu parente". Desde o começo do século XX, o uso de um vaso para coletar lágrimas de aflição tem sido reconhecido mais como poético do que plausível.

Alguns exemplares
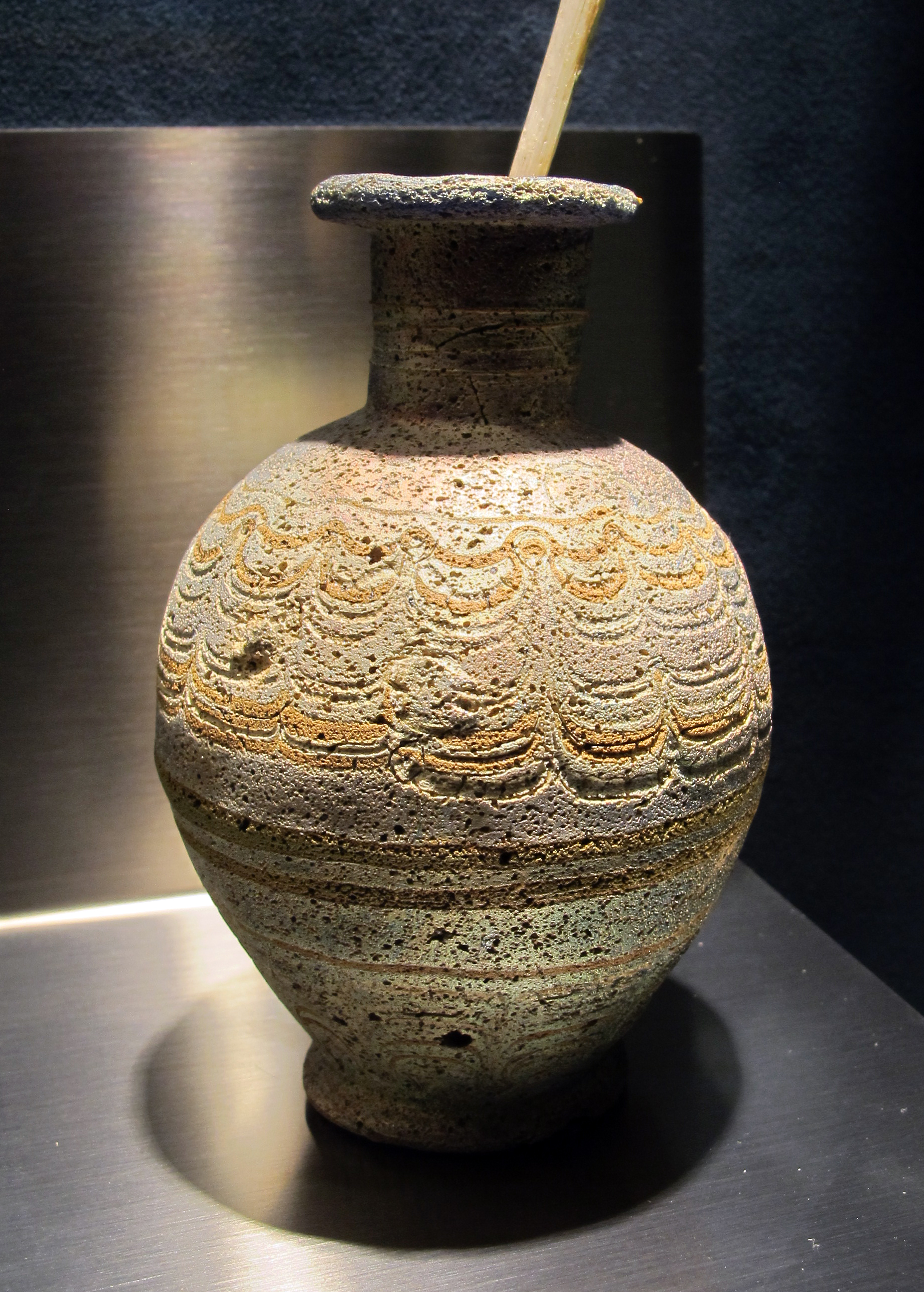
Unguentário piriforme, 450−250 a.C., Museu de Nápoles
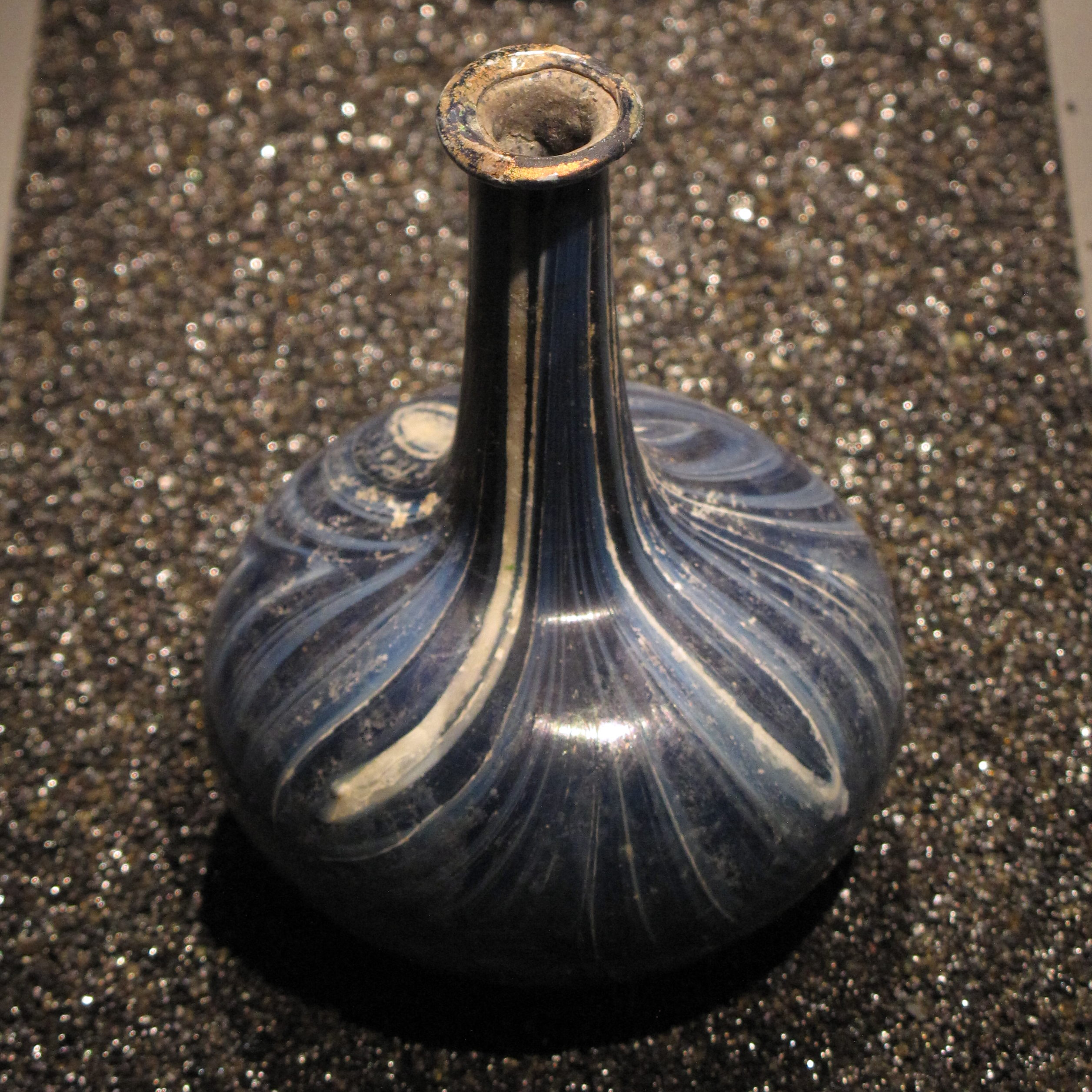
Unguentário vítreo colorido, século I, Mediterrâneo Oriental
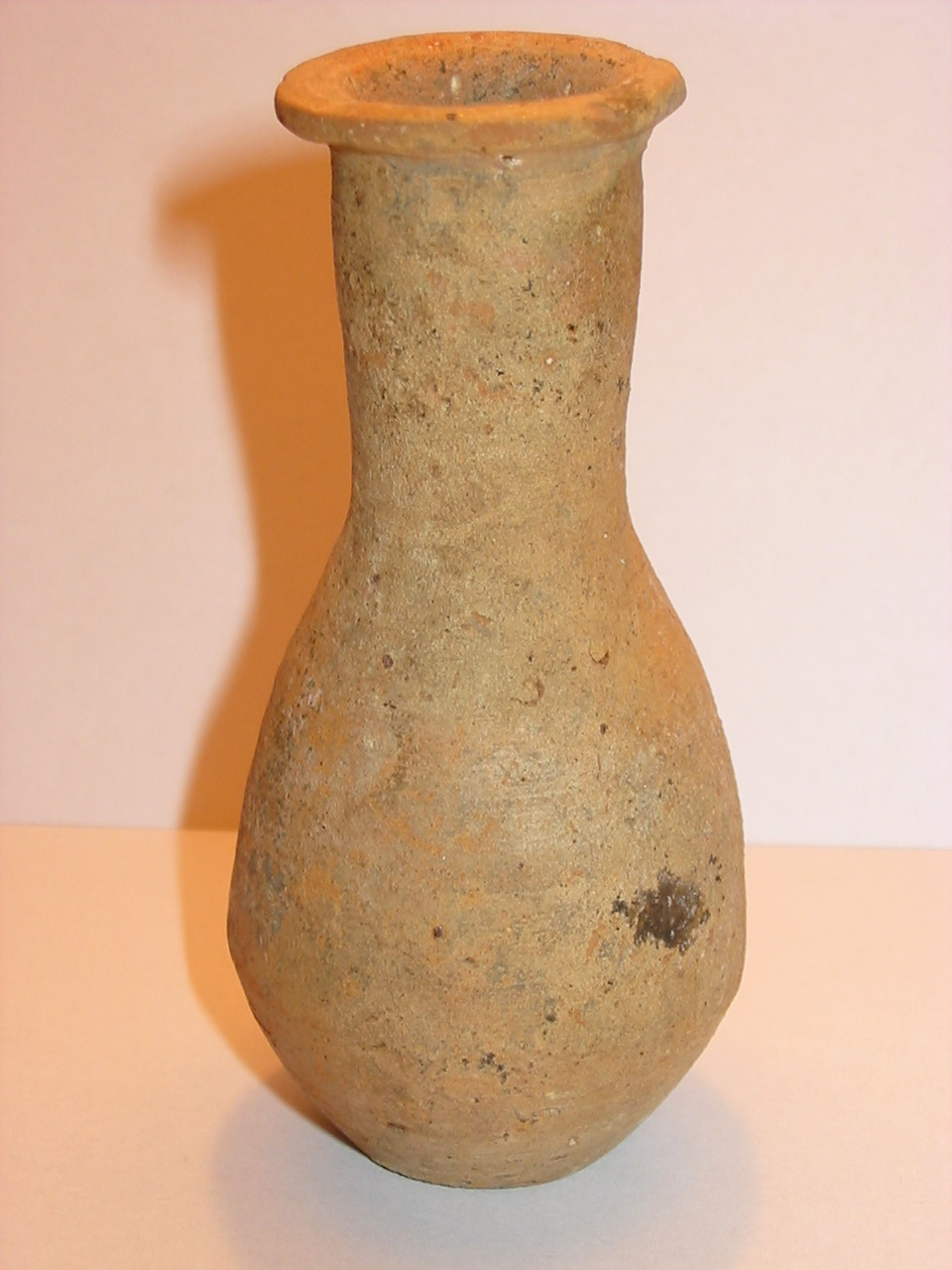
Unguentário piriforme de terracota, século I
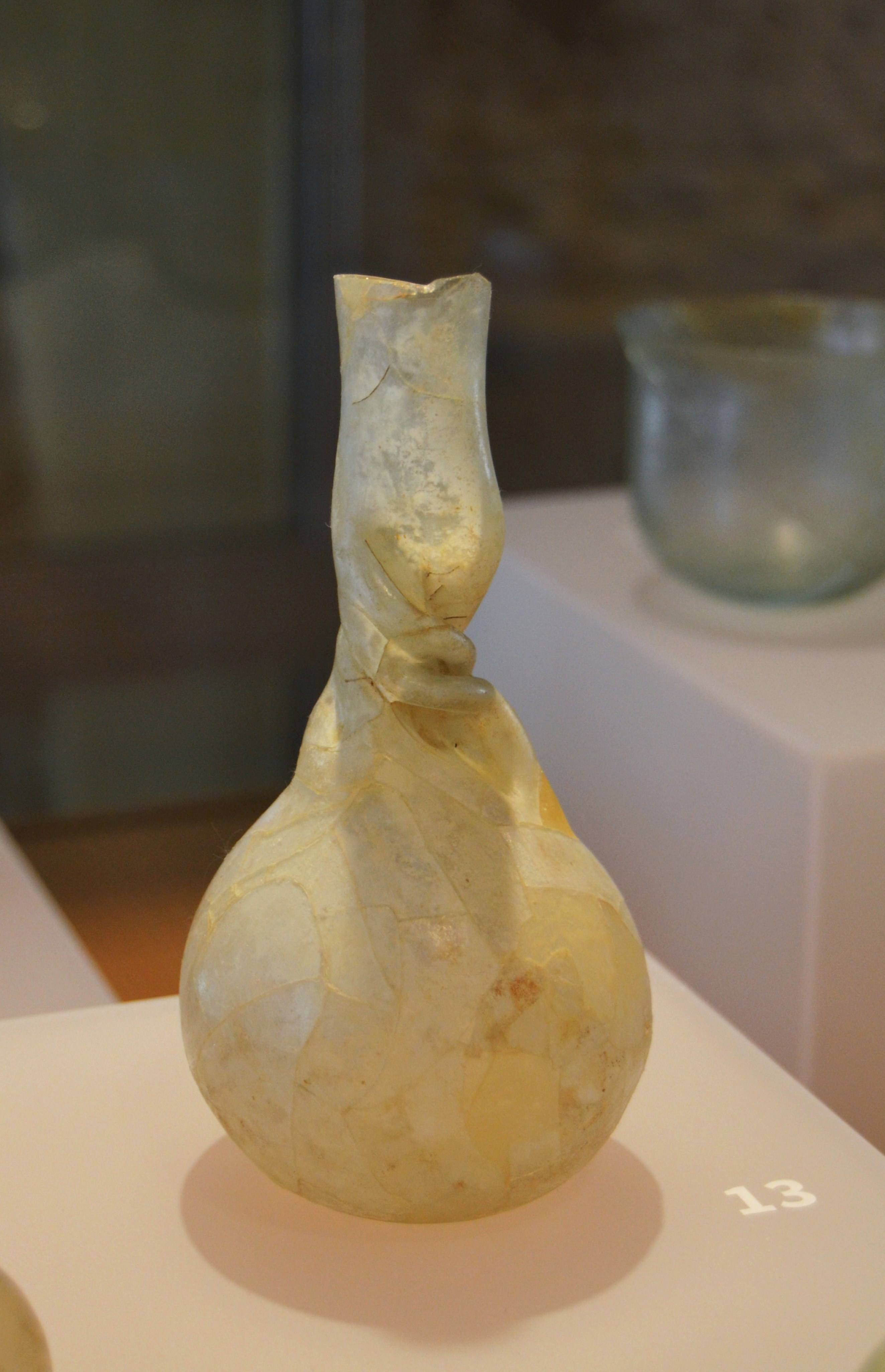
Unguentário globular, século III, Necrópole de Boatella, Valência
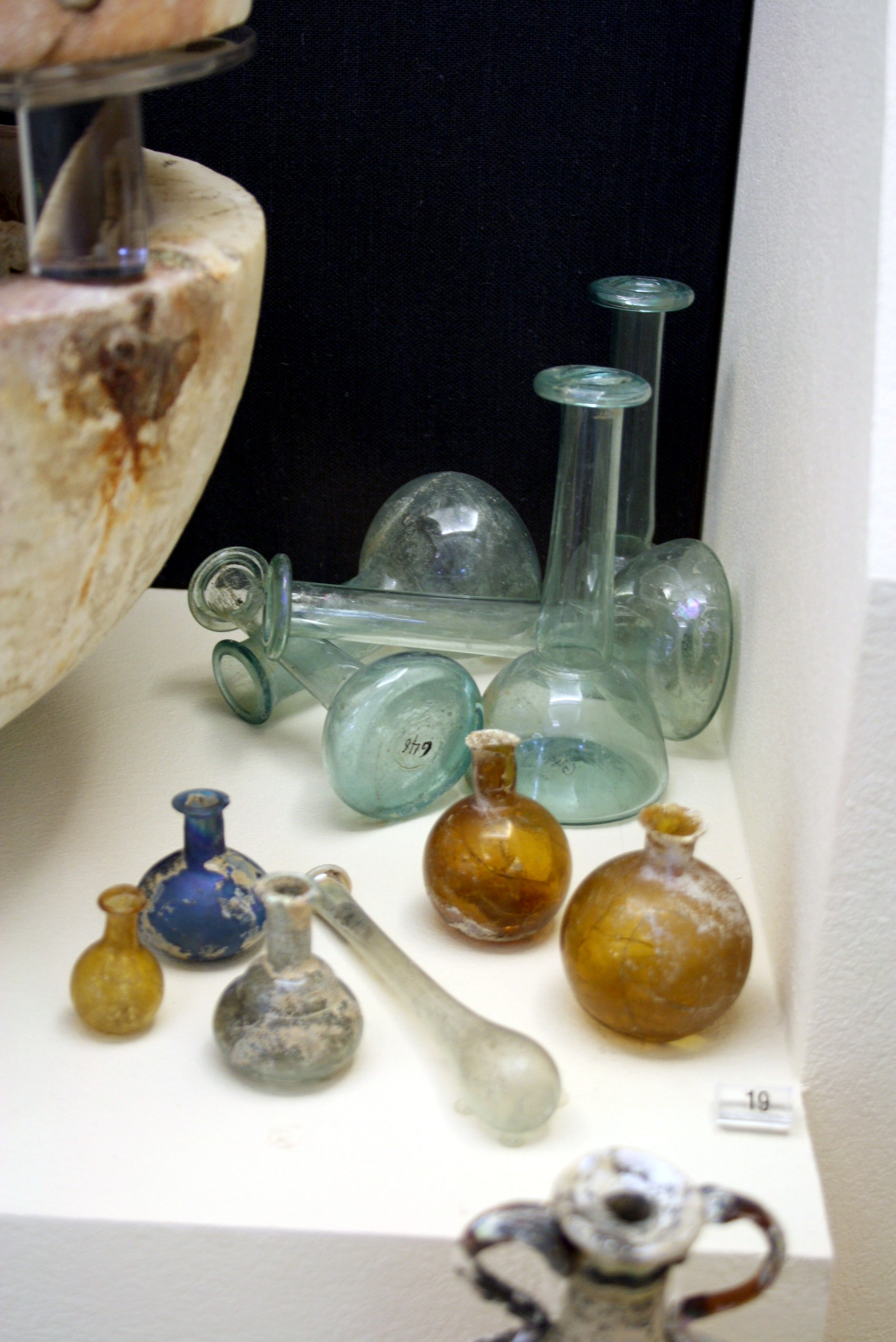
Unguentários do século I-II, Museu de Cerâmico, Atenas
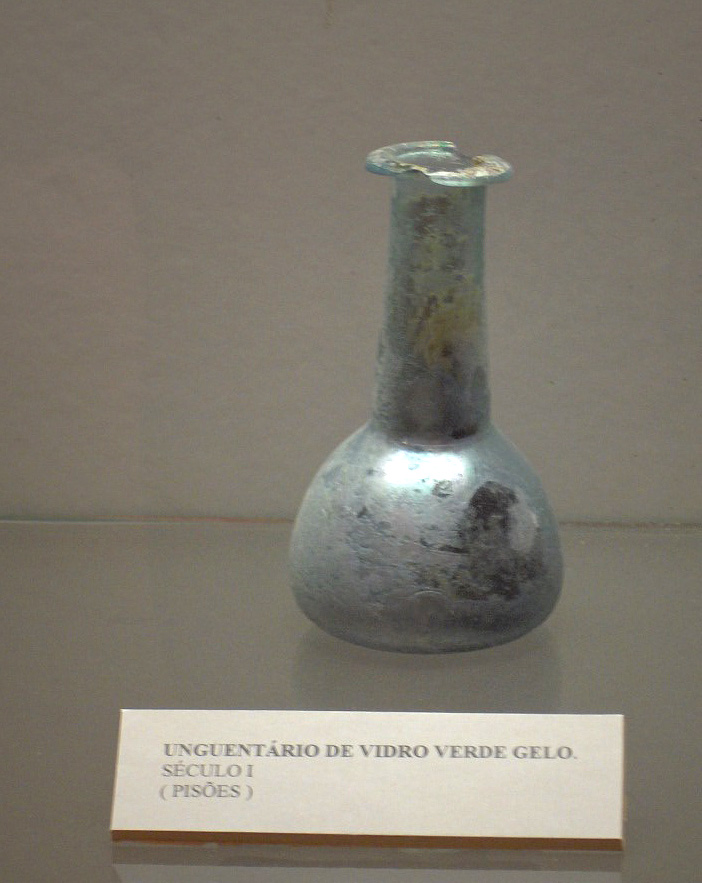
Unguentário vítreo verde gelo, Museu Rainha Dona Leonor, Beja
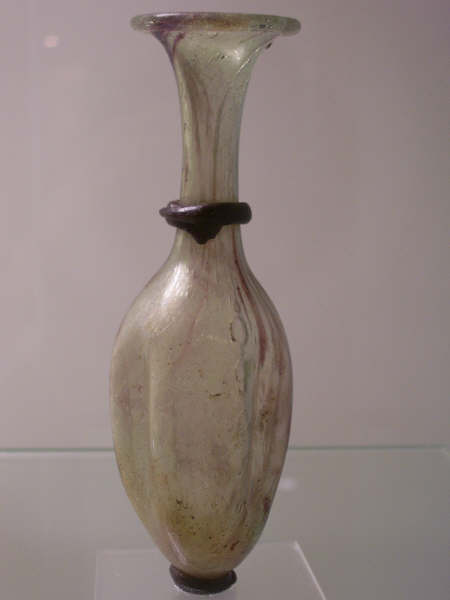
Unguentário vítreo situado nos Países Baixos

## Nota
[a] ^  - Substantivo neutro originário do latim unguentarius, "concernente à produção, venda, etc. de aromatizantes". Ver Dicionário de Latim da Oxford (Oxford: Clarendon Press 1982, reimpresso em 1985). O substantivo aplicado aos vasos é uma cunhagem moderna.
[b] ^  - William Anderson (2004) faz menção a John Hayes (1971), que categorizou uma âmbula fusiforme feita a roda como um "unguentário romano tardio".
[c] ^  Diapasmata mencionada na História Natural de Plínio, o Velho, 13.3.19.
[d] ^  As substâncias era uma mistura de gipso e calcita, matizada com hematita (ocre vermelho) em um ligante orgânico.
[e] ^  Susan I. Rotroff alerta para os cuidados concernentes às dificuldades de definir indústrias ou determinar até mesmo se os vasos foram pretendidos para produtos locais ou reempacotamento de importados a granel.
[f] ^  Há um exemplo exposto no Museu Britânico («mummy-portrait / cartonnage») que remonta ao século II do Egito romano.
[g] ^  Jogos da bugalha, amplamente utilizados para divinização, são comuns em sepultamentos. Como brinquedos do Jovem Zagreu, jogos da bugalha estão entre os objetos sagrados da religião dionisíaca, o que também pode contribuir para a sua inclusão.